# Hymexazol
Hymexazol ist eine chemische Verbindung aus der Gruppe der Isoxazole und ein von Sankyo entwickeltes und Anfang der 1970er-Jahre eingeführtes Fungizid.

## Gewinnung und Darstellung
Hymexazol kann durch Reaktion von Diketen und Hydroxylamin und anschließenden Ringschluss mit Chlorwasserstoff gewonnen werden.

## Verwendung
Hymexazol wird als systemisches Boden-Fungizid und Beizmittel im Reis-, Gemüse- und Zuckerrübenanbau verwendet.

## Zulassung
Pflanzenschutzmittel mit Hymexazol als Wirkstoff (Handelsname Tachigaren) sind in Deutschland, Österreich und der Schweiz zugelassen.